# 诺曼·贝林厄姆
诺曼·贝林厄姆（英語：Norman Bellingham，1964年12月23日—），美国男子皮划艇运动员。他曾代表美国参加1984年、1988年和1992年夏季奥林匹克运动会皮划艇比赛，获得一枚金牌。